# Carphina lignicolor
Carphina lignicolor är en skalbaggsart som först beskrevs av Bates 1865.  Carphina lignicolor ingår i släktet Carphina och familjen långhorningar. Inga underarter finns listade.